# Асакура Йосікаґе
Асакура Йосікаґе (яп. 朝倉義景, あさくら よしかげ; 12 жовтня 1533 — 16 вересня 1573) — японський самурайський полководець середньовічної періоду Сенґоку. 11-й і останній голова роду Асакура.

## Короткі відомості
Йосікаґе народився у 1533 році у сім’ї 10-го голови стародавнього роду Асакура, Асакури Такакаґе, володаря провінції провінція Етідзен. 
У 1548 році зі смертю батька, Йосікаґе перейняв головування у родині. 
У 1565 році, у Кіото відбувся заколот, у результаті якого був убитий 13-й сьоґун Асікаґа Йосітеру і молодший брат покійного, Асікаґа Йосіакі, звернувся до роду Асакура із проханням допомогти йому визволити столицю від заколотників і здобути титул сьоґуна. Однак Асакура Йосікаґе був зайнятий війною з буддистськими повстанцями у провінції Каґа, тому відмовив у допомозі. 
У 1568 році Йосікаґе спромігся поставити під свій контроль сусідню провінцію Вакаса, забезпечивши протекторат місцевому роду Такеда.
У жовтні 1568 Японія отримала нового сьоґуна, яким став Асікаґа Йосіакі. Він дістав цей титул за підтримки військ Оди Нобунаґи. Йосіакі збирався відновити централізований сьоґунат, однак його починання були ліквідовані головою роду Ода. Це спричинило конфлікт між Нобунаґою та сьоґуном, і останній таємно закликав сусідніх володарів, і рід Асакура зокрема, повалити «диктатуру Оди». 
У квітні 1570 року армія Нобунаґи рушила завойовувати володіння Асакури під приводом того, що Асакура Йосікаґе не надав свого часу допоги Йосіакі у поході на столицю і не з’явився до столиці привітати нового сьоґуна. У зв'язку з цим Йосікаґе звернувся свого до традиційного союзника роду Адзаї по допомогу. Голова роду Адзаї, Адзаї Наґамаса, який водночас був союзником Оди вирішив зрадити останнього, і відправив до Асакура війська. Дізнавшись про це, Нобунаґа миттєво відвів свою армію. 
У червні 1570 року Йосікаґе відправив військо під командуванням Асакури Каґетаке на домомогу Адзаї, резиденція якого була оточена армією Оди. Однак у битві при Анеґава війська союзників були розбиті. 
У вересні того ж року, користуючись тим, що Нобунаґа вирушив війною проти буддистів Хонґандзі, Йосікаґе разом із силами Адзаї  виступив із військом до столиці. Проте Ода негайно розвернув свої сили у напрямку наступу союзників і змусив відступити їх до монастиря гори Хіей. Противники стояли один навпроти одного впродовж декількох місяців і врешті-решт уклали мир.
У 1572 році, Йосікаґе знову отримав прохання про допомогу від роду Адзаї, цитадель якого обложили сили Нобунаґи. Асакура зібрав 20-тисячне військо і рушив до місця боїв. Прибувши до Адзаї Наґамаси, Йосікаґе виказав нерішучість, віддаючи перевагу позиційній війні. Це стало причиною того, що половина командирів його армії перейшли на бік Оди. Боячись втрати таким чином усе військо, Асакура відступив.
Влітку 1573 року Нобунаґа зміг кинути усі свої сили проти роду Адзаї, що змусило Йосікаґе рушати на допомогу своєму союзнику втретє. Однак і цього разу вояки Асакури у битву не вступили. Прибувши під цитадель Адзаї, Йосікаґе вирішив, що ситуація безнадійна і віддав наказ відступати додомому та укріпляти власну провінцію. Однак вночі, під час відступу, гвардійці Оди напали на військо Асакури і розтрощили його. Армія противника гнала Йосікаґе аж до його власної резиденції, замку Ітідзьодані. Проте не маючи сил боронитися, голова роду Асакура, полишив його. Під час втечі, васали Йосікаґе позбавили його життя. Вони принесли голову сюзерена до штабу ворога. Діти і дружини Йосікаґе були поголовно страчені. Рід Асакура припинив своє існування.